# Desperado (película)
Desperado (conocida en Hispanoamérica como La balada del pistolero y como Pistolero en México) es una película estadounidense de acción de 1995 escrita y dirigida por Robert Rodriguez. Fue protagonizada por Antonio Banderas y Salma Hayek. Es la secuela de El mariachi (1992), también dirigida por Rodriguez. Desperado es la segunda parte de la "Trilogía de México", la cual se completa con Once Upon a Time in Mexico (2003). Las tres películas pueden verse como historias independientes entre sí. Fue proyectada en el Festival de Cine de Cannes de 1995. Fue filmada en "Ciudad Acuña Coahuila México".[cita requerida]

## Argumento
En el bar Tarasco, en un pequeño pueblo de México llamado Santa Cecilia, un estadounidense llamado Buscemi relata cómo fue testigo de una masacre cometida por un mexicano con un estuche de guitarra lleno de armas en un bar del pueblo vecino; los clientes y trabajadores del bar se muestran desinteresados hasta que el estadounidense menciona que el asesino estaba interesado en alguien llamado "Bucho" y como el que se negaran a responderle lo llevó a asesinarlos sin piedad. El Tarasco resulta ser una tapadera para los negocios de Bucho, un narcotraficante que controla ese sector, y el bar mencionado por Buscemi es otra sucursal; tras retirarse el norteamericano, los hombres deben informar a su jefe que han perdido otro lugar a manos del misterioso asesino.
Mientras tanto, el Mariachi resulta ser el joven músico a quien hace algunos años Moco destrozó su mano y asesinó a la mujer que amaba en el incidente de Acuña. Buscemi resulta ser su mejor amigo, quien se dedica a recopilar información y esparcir rumores entre los carteles de drogas, relatando de forma exagerada las masacres que el Mariachi lleva a cabo como una forma de hacer cundir el miedo y provocar a sus enemigos para que delaten su presencia. Tras abandonar la ciudad de Acuña, el Mariachi se transformó en un peligroso asesino que tiene como objetivo vengar la muerte de Dominó ubicando y acabando con todos los asociados de Moco y sus respectivos carteles, cosa que ha logrado con éxito, siendo Bucho el único de su lista que aun vive.
Buscemi le indica la dirección del Tarasco como un lugar donde podrá obtener información sobre Bucho, por lo que el Mariachi se traslada a la ciudad; allí conoce a un niño con quien traba amistad y al que le da algunos consejos de como tocar la guitarra. En el Tarasco, el Mariachi se involucra en un tenso enfrentamiento con los matones de Bucho donde mata a todos en un tiroteo, pero es seguido por otro de los hombres de Bucho, llamado Tavo. En la calle, Tavo dispara al Mariachi dos veces antes de que este logre matarlo mientras protege a Carolina, una mujer que queda en el fuego cruzado, ella resulta ser la dueña de la librería local, donde decide ocultarlo. Bucho llega al bar y al ver la masacre ordena buscar un hombre con un estuche de guitarra lleno de armas y matarlo, al mismo tiempo, es contactado por sus asociados colombianos, estos se muestran molestos ya que las masacres del Mariachi les han significado grandes pérdidas y ven esto como una señal de ineptitud por parte de Bucho, por lo que le advierten que tomarán medidas, empezando por enviar a un hombre para que lo vigile a él y mate al Mariachi.
En la librería, Carolina retira la bala del Mariachi y cose su herida. Mientras descansa, ella descubre las armas en su estuche de guitarra comprendiendo quién es, este pide que le ayude a encontrar y matar a Bucho. Deja su estuche con ella para que pueda ir a hablar con Buscemi en la iglesia del pueblo. El estadounidense está molesto por la masacre en el bar y convence al Mariachi de renunciar a su búsqueda de sangre. Mientras salen de la iglesia, son emboscados por Navajas, el sicario colombiano. Buscemi es asesinado y el Mariachi resulta gravemente herido, sin embargo el ataque se interrumpe cuando los hombres de Bucho confunden a Navajas con el Mariachi y lo matan. Ellos llevan el cuerpo a Bucho, que está molesto al descubrir que los colombianos no confían en él y que sus hombres mataron a la persona equivocada. El Mariachi camina por las calles herido y de nuevo se encuentra con el niño de la guitarra. Le pregunta al niño por qué no está practicando y se entera de que trabaja moviendo drogas escondidas en su guitarra. El Mariachi es testigo de cómo el chico intercambia la guitarra con los traficantes, a quienes les quita su mercancía y obliga a huir.
Un enfadado Mariachi regresa a la librería y se enfrenta a Carolina, descubriendo que ella también mueve drogas para Bucho. Después de discutir con ella comienza a curar sus heridas de nuevo, cuando Bucho llega a interrogarla sobre el Mariachi. Ella esconde al Mariachi y asegura no saber nada. Bucho se va, y Carolina termina de coser las heridas de El Mariachi. Esa noche, Carolina da al Mariachi una nueva guitarra y toca para ella antes de tener relaciones sexuales. Mientras tanto, Bucho descubre que Carolina le mintió y ordena a sus hombres que quemen la librería con ellos dentro. Por la mañana, los hombres de Bucho llegan y atacan el lugar mientras van incendiando la librería. Los dos luchan para salir del edificio en llamas hacia una azotea, donde el Mariachi consigue un tiro claro a Bucho pero de repente se niega a matarlo. Los dos se refugian luego en una habitación de hotel.
Bucho reúne a sus hombres y les dice que deben matar a cualquiera que ven en la ciudad que no conocen. Al darse cuenta de que Bucho nunca dejará de cazarlos, el Mariachi pide ayuda a dos amigos sicarios, Campa y Quino, para enfrentar a Bucho y sus hombres. El trío se reúne en las afueras de la ciudad y después de encontrar a los matones inician un tiroteo donde la mayoría muere junto a Campa y Quino. El Mariachi descubre que el niño que conoció fue herido en el tiroteo y se apresura a llevarlo al hospital. Después decide ir por Bucho y enfrentarlo directamente. una vez frente a frente, El Mariachi revela que no le disparó a Bucho en el techo porque descubrió que se trataba de su hermano. Bucho le ofrece un trato: si lo deja matar a Carolina lo perdonará por lo que el Mariachi saca sus armas y mata a su hermano. 
Junto a Carolina visitan al niño en el hospital antes de que el Mariachi abandone el pueblo. Carolina se encuentra con él en el camino y lo recoge, el Mariachi se sube al camión y arroja el estuche pero después vuelven por el y siguen por el camino.

## Reparto
- Antonio Banderas como el Mariachi.
- Salma Hayek como Carolina.
- Joaquim de Almeida como Bucho.
- Cheech Marin como el Barman.
- Steve Buscemi como Buscemi.
- Carlos Gómez como Mano derecha.
- Quentin Tarantino como el contacto.
- Tito Larriva como Tavo.
- Ángel Avilés como Zamira.
- Danny Trejo como Navajas.
- Abraham Verduzco como Niño.
- Carlos Gallardo como Campa.
- Albert Michel Jr. como Quino.
- Peter Marquardt como Moco.

## Trilogía de El Mariachi
El mariachi (1992), Desperado (1995) y Once Upon a Time in Mexico (2003), estas dos últimas protagonizadas por Antonio Banderas y Salma Hayek, conforman la "Trilogía de el Mariachi" o "Trilogía de México". Las tres cintas fueron dirigidas por Robert Rodriguez.